# Shin Yu-bin
Dans ce nom coréen, le nom de famille, Shin, précède le nom personnel Yu-bin.
Pour les articles homonymes, voir Shin.
Shin Yu-bin, née le 5 juillet 2004 à Suwon, est une pongiste sud-coréenne.

## Biographie
Shin Yu-bin remporte avec Cho Dae-seong le titre en double mixte à l'Open de République Tchèque en 2019 à seulement 15 ans. Elle incarne alors avec celui-ci la nouvelle génération sud-coréenne de tennis de table.
Elle est médaillée de bronze avec la Corée du Sud à la Coupe du monde par équipes de 2019.
Elle a participé aux Jeux olympiques de Tokyo en 2021. La même année, elle est sacrée championne d'Asie en double dames avec Jeon Ji-hee. Elle ramène également deux médailles d'argent, une en simple après sa défaite contre Hina Hayata et une par équipes.
Ses victoires au WTT Contender de Nova Gorica en 2022 puis au WTT Contender de Lagos en 2023 lui permettent de grimper dans le classement mondial.
Elle devient vice-championne du monde en double dames avec Jeon Ji-hee aux championnats du monde 2023 à Durban. Elles perdent en finale contre la paire chinoise Chen Meng/Wang Yidi.
En juillet 2023, elle s'impose contre Bernadette Szőcs pour gagner le WTT Contender de Lima. Avec Jeon Ji-hee, elle remporte également le titre en double dames de cette compétition. Elles sont alors la paire dames 1re mondiale à ce moment.
Elle remporte la médaille de bronze en double mixte aux Jeux olympiques d'été de 2024, associée à Lim Jong-hoon
Elle est 9e mondiale senior et 1re mondiale jeune en août 2023,.